# XXIII Rezerwowy Korpus Armijny (Cesarstwo Niemieckie)
XXIII Rezerwowy Korpus Armijny  (niem. XXIII. Reserve-Korps)  – wyższy rezerwowy związek taktyczny Armii Cesarstwa Niemieckiego. 
W sierpniu 1914 rozwinięto w Niemczech do etatów wojennych związki operacyjne (armie). W skład 4 Armii wszedł między innymi XXIII Rezerwowy Korpus Armijny. W I wojnie światowej korpus walczył na froncie zachodnim.
12 sierpnia 1918 rozwiązano korpus.

## Struktura organizacyjna
Skład od 2 VIII 1914 do 20 IX 1915:
- dowództwo korpusu
- 45 Rezerwowa Dywizja Piechoty
- 46 Rezerwowa Dywizja Piechoty